# Валмадона (Алесандрија)
Валмадона (итал. Valmadonna) је насеље у Италији у округу Алесандрија, региону Пијемонт.
Према процени из 2011. у насељу је живело 1394 становника. Насеље се налази на надморској висини од 125 м.